# Hotspot (Wi-Fi)
A hotspot egy nyilvános, vezeték nélküli (WiFi) internet-hozzáférési pont, hatótávolsága nagyjából 50 méter. Segítségével a vendégek csatlakozhatnak saját gépükkel az internetre.
Lényege, hogy bárki használhatja az arra alkalmas eszközzel, például laptop, PDA vagy duál modú (Wifi+GSM-rendszerű) mobiltelefonnal. Az utóbbi években a mobil eszközök szinte mindegyikében már megtalálható a wifiadapter. Az internet használata általában ingyenes, de előfordulhat térítéses is, vagy a helyi fogyasztáshoz kötik a használatát.
Hotspotok megtalálhatók éttermekben, kávézókban, repülőtereken, vasúti pályaudvarokon, könyvesboltokban, könyvtárakban, iskolákban, egyetemeken és egyéb publikus helyeken.

## Ingyenes hotspotok
Az ingyenes hotspotoknál az internet használata díjtalan, esetleg valamilyen megkötéssel, sávszélességlimittel vehető igénybe. Egyes helyeken a használatát fogyasztáshoz, menühöz kötik, így biztosítva azt, hogy az internetet csak az arra jogosult vendégek használhassák. Ilyen rendszerek működtetéséhez az üzemeltetőknek egy speciális szoftverre, úgynevezett captive portálra van szükségük, amely a routeren, vagy egy külső gépen fut és kezeli a hozzáféréseket. Ezen captive portálok működésének lényege, hogy a böngésző addig nem tölt be a bejelentkezési lapon kívül más oldalt, amíg a felhasználó be nem írja a szükséges azonosítót.
Újabban jelentek meg hirdetés alapú hotspotok, ahol az internet hozzáférésért nem kell fizetni, cserébe reklámokat kell nézegetni meghatározott időközönként.

## Térítéses hotspotok
A térítéses hotspotok többségénél valamilyen előfizetéses rendszerben (például emelt díjas SMS) lehet vásárolni internet hozzáférési időt. 

## Hordozható WiFi hotspotok
A zsebwifi egy olyan apró eszköz, amibe meghatározott méretű SIM kártyát kell helyeznünk ahhoz, hogy használni tudjuk.

## Lásd még
- wardriving – hotspotok keresése

## Külső hivatkozások
- Wi-Fi-ről még többet
- Minden, amit a WiFi-ről tudni kell - a WiFi Blogról